# Perisama vaninka
Perisama vaninka är en fjärilsart som beskrevs av William Chapman Hewitson 1854. Perisama vaninka ingår i släktet Perisama och familjen praktfjärilar. Inga underarter finns listade i Catalogue of Life.